# Crédit Agricole (wielerploeg)/2004
Deze pagina geeft een overzicht van de wielerploeg Crédit Agricole in 2004.
| Naam                                | Geboortedatum | Nationaliteit       | Ploeg 2003              |
| ----------------------------------- | ------------- | ------------------- | ----------------------- |
| Stéphane Augé                       | 06-11-1974    | Frankrijk           |                         |
| Aleksandr Botsjarov                 | 26-02-1975    | Rusland             | Ag2r Prévoyance         |
| Julian Dean                         | 28-01-1975    | Nieuw-Zeeland       | Team CSC                |
| Pierrick Fédrigo                    | 30-11-1978    | Frankrijk           |                         |
| Patrice Halgand                     | 02-03-1974    | Frankrijk           | Jean Delatour           |
| Cédric Hervé                        | 14-11-1979    | Frankrijk           |                         |
| Sébastien Hinault                   | 11-02-1974    | Frankrijk           |                         |
| Thor Hushovd                        | 18-01-1978    | Noorwegen           |                         |
| Lilian Jégou                        | 20-01-1976    | Frankrijk           |                         |
| Sébastien Joly                      | 25-06-1979    | Frankrijk           | Jean Delatour           |
| Mads Kaggestad                      | 22-02-1977    | Noorwegen           |                         |
| Andrej Kasjetsjkin                  | 21-03-1980    | Kazachstan          | Quick·Step-Davitamon    |
| Eric Leblacher                      | 21-03-1978    | Frankrijk           |                         |
| Christophe Le Mével                 | 11-09-1980    | Frankrijk           |                         |
| Geoffroy Lequatre                   | 30-06-1981    | Frankrijk           | Crédit Agricole Espoirs |
| Christophe Moreau                   | 12-04-1971    | Frankrijk           |                         |
| Dmitri Moeravjev                    | 02-11-1979    | Kazachstan          | Quick·Step TT3          |
| Damien Nazon                        | 26-06-1974    | Frankrijk           | Brioches La Boulangère  |
| Benoît Poilvet                      | 27-08-1976    | Frankrijk           |                         |
| Benoît Salmon                       | 09-05-1974    | Frankrijk           | Phonak                  |
| Bradley Wiggins                     | 28-04-1980    | Verenigd Koninkrijk | Fdjeux.com              |
| Jeremy Yates (Stagiair vanaf 01-09) | 06-07-1982    | Nieuw-Zeeland       | -                       |

1999 · 2000 · 2001 · 2002 · 2003 · 2004 · 2005 · 2006 · 2007 · 2008